# Alan Pryce-Jones
Alan Payan Pryce-Jones, né le 18 novembre 1908 et mort le 22 janvier 2000, est un journaliste britannique qui fut critique littéraire et auteur. Il est rédacteur en chef du supplément littéraire du Times (1948-1959) et eut une brève carrière politique au sein du parti libéral.

## Famille et formation
Pryce-Jones est le fils d'Henry Morris Pryce-Jones (CB, CVO, DSO, MC) et de son épouse née  Marion Vere Payan Dawnay. Il est le petit-fils de l'entrepreneur Sir Pryce Pryce Jones du Montgomeryshire. Alan Pryce-Jones suit ses études au Eton College puis au Magdalen College (Oxford). Il est membre de la « Georgeoisie » avec Mark Ogilvie-Grant, groupe d'étudiants qui dînaient le soir au restaurant George.  En 1934, il épouse Thérèse (Poppy) Fould-Springer (1908-février  1953), fille du baron Eugène Fould-Springer, banquier d'origine française, et arrière-petite-fille du baron Max Springer. En 1968, il épouse Mrs Mary Jean Kempner Thorne.

## Carrière professionnelle
Pryce-Jones est rédacteur en chef de The London Mercury, de 1928 à 1932. Pendant la guerre de 1939–1945, il sert en France, en Italie et en Autriche. Il est rédacteur en chef de The Times Literary Supplement, de 1948 à 1959, critique littéraire pour la New York Herald Tribune, de 1963 à 1966, pour la World Journal Tribune, de 1967 à 1968, le Newsday, de 1969 à 1971, et critique théâtral pour leTheatre Arts à partir de 1963. Il est directeur du Old Vic Trust, de 1950 à 1961, il est membre du Conseil du Royal College of Music, de 1956 à 1961, et directeur associé de la programmation pour The Humanities and Arts Program, de la Ford Foundation de New York, de 1961 à 1963.

## Carrière politique
Pryce-Jones rejoint le parti libéral en 1937 à cause de sa fermeté à l'encontre du parti national-socialiste, sous la direction de Sir Archibald Sinclair soutenu par Churchill qu'il admirait. Il devient vice-président de l'association libérale de St Marylebone et peu après il est candidat libéral pour la circonscription de Louth dans le Lincolnshire, succédant à  Margaret Wintringham. Cependant sa carrière politique est interrompue par l'éclatement de la guerre de 1939-1945. 
Il est l'un des conservateurs de la National Portrait Gallery, de 1950 à 1961.

## Publications
- The Spring Journey, 1931
- People in the South, 1932
- Beethoven, 1933
- 27 Poems, 1935
- Private Opinion, 1936
- Nelson, an opera, 1954
- Vanity Fair, a musical play, (avec Robin Miller et Julian Slade) 1962
- The Bonus of Laughter (autobiographie), 1987